# Henkäys ikuisuudesta
Henkäys Ikuisuudesta (Adem van de Eeuwigheid) is een kerstalbum van klassiek sopraan Tarja Turunen (ex-Nightwish).
Het album werd uitgebracht op 8 november 2006. De eerste single van het album, You Would Have Loved This, was uitgebracht in Finland op 25 oktober in dat jaar. Het album behaalde de goud- en platinastatus in Finland met meer dan 30.000 verkochte exemplaren. Het bereikte de tweede positie in Finland. Nadat het album was uitgebracht, volgde er een tournee als afsluiting van het kerstproject dat Turunen in 2004 was gestart. Turunen is niet van plan nog meer kerstalbums uit te brengen.

## Lijst van Nummers
1. "Kuin Henkäys Ikuisuutta"
2. "You Would Have Loved This"
3. "Happy New Year"
4. "En Etsi Valtaa, Loistoa"
5. "Happy Christmas (War Is Over)"
6. "Varpunen Jouluaamuna"
7. "Ave Maria"
8. "The Eyes Of A Child"
9. "Mökit Nukkuu Lumiset"
10. "Jo Joutuu Ilta"
11. "Marian Poika" (Maria's Kind)
12. "Magnificat: Quia Respexit"
13. "Walking in the Air (Cover)"
14. "Jouluyö, Juhlayö" (Stille Nacht)

## Trivia
- Alle liedjes zijn bewerkingen van bestaande nummers, behalve "Kuin Henkäys Ikuisuutta", dat geschreven werd door Turunen zelf en Esa Nieminen.
- De ABBA-cover "Happy New Year" bevat zowel Engelse als Spaanse tekst.
- "En Etsi Valtaa, Loistoa" was uitgebracht op Turunens single Yhden Enkelin Unelma in 2004, maar de stemmen zijn heropgenomen voor dit album. De muziek is gecomponeerd door Jean Sibelius en de teksten zijn geschreven door Zacharias Topelius.
- Turunen heeft ook "Walking in the Air" uitgebracht toen ze nog lid was van Nightwish. Het lied staat op het album Oceanborn van de band uit 1998.
- "Marian Poika" is de Finse versie van "Mary's Boy Child", en "Jouluyö, Juhlayö" is de Finse versie van "Stille Nacht".